# El Llanero Solitario (serie de televisión)
El Llanero Solitario (en inglés, The Lone Ranger) es una serie de televisión estadounidense protagonizada por Clayton Moore y Jay Silverheels como Toro. John Hart interpretó a The Lone Ranger entre (1952 a 1954).
Inicialmente aparece Gerald Mohr como el narrador de los episodios. Fred Foy sirvió como narrador y presentador de la serie de radio desde 1948 hasta su final y se convirtió en locutor de la versión televisiva. Este fue, con mucho, el programa de televisión de mayor audiencia en la cadena ABC en la década de 1950.

## Argumento
Un brioso caballo veloz como la luz, una nube de polvo y el grito "Hi-Yo Silver!" es El Llanero Solitario. Con su compañero Toro, el hombre audaz e ingenioso enmascarado de las llanuras llevó la lucha por la ley y el orden en el salvaje oeste.
John Reid, fue un Ranger de Texas que fue herido en una emboscada tendida por el forajido Butch Cavendish. Él fue encontrado por un indio llamado Toro, que cuidó de él hasta que sanaran sus heridas. Toro había sido un amigo de la infancia y se mantendría constantemente como compañero del Llanero Solitario.

## Producción
Aunque George W. Trendle retuvo el título de productor, reconoció que su experiencia en la radio no serían adecuados para la producción de la serie de televisión. Para ello, contrató al veterano productor de cine Jack Chertok. Chertok fue el productor de los primeros 182 episodios.
Los primeros 78 episodios fueron producidos y transmitidos durante 78 semanas consecutivas sin saltos o repeticiones. Todos fueron filmados en Utah y California. Gran parte de la serie fue filmada en el Rancho Iverson en Chatsworth, California.
Numerosas estrellas del oeste fueron invitados en The Lone Ranger. John M. Pickard aparecido en papeles diferentes en siete episodios
Cuando llegó el momento de producir otros  52 episodios, se produjo un conflicto salarial con Clayton Moore (hasta su muerte, el actor insistió en que el problema era por diferencias creativas), y John Hart fue contratado para desempeñar el papel de The Lone Ranger.  A pesar de las expectativas creadas, Hart no fue aceptado en el papel, y sus episodios no se volvieron a ver hasta la década de 1980.
Al final del quinto año de la serie de televisión, Trendle vendió los derechos de Lone Ranger a Jack Wrather, que los compró el 3 de agosto de 1954. Wrather inmediatamente recontrató a Clayton Moore para interpretar el rol de The Lone Ranger y otros 52 episodios fueron producidos.
En la última temporada de la serie Jack Chertok, fue reemplazado por el productor Sherman A. Harris. En ese momento, Chertok había establecido su propia compañía de producción de televisión.
El último episodio de la nueva serie de color fue transmitido el 6 de junio de 1957, y terminó el 12 de septiembre de 1957, aunque ABC siguió cosechado los beneficios de las repeticiones durante el día por varios años más. La empresa de Wrather produjo dos modestas películas The Lone Ranger (1956) y  The Lone Ranger and the Lost City of Gold.

## Elenco
| Actor           | Rol                       |
| --------------- | ------------------------- |
| Clayton Moore   | The Lone Ranger           |
| Jay Silverheels | Toro                      |
| John Hart       | The Lone Ranger 1952/1954 |
| Fred Foy        | Narrador                  |
| Gerald Mohr     | Narrador                  |
| Chuck Courtney  | Dan Reid                  |
| Lane Bradford   | Duke Wade                 |

## Enlace
- The Lone Ranger en Internet Movie Database (en inglés).
- The Lone Ranger at YouTube
- Lone Ranger Fanclub Archivado el 13 de enero de 2016 en Wayback Machine.

- Datos: Q954212